# Le Busseau
Le Busseau ist eine französische Gemeinde mit 734 Einwohnern (Stand: 1. Januar 2022) im Département Deux-Sèvres in der Region Nouvelle-Aquitaine (vor 2016: Poitou-Charentes). Sie liegt im Arrondissement Parthenay und im Kanton Autize-Égray.

## Lage
Le Busseau liegt etwa 71 Kilometer westlich von Poitiers und etwa 30 Kilometer nordnordwestlich von Niort. 
Umgeben wird Le Busseau von den Nachbargemeinden Saint-Paul-en-Gâtine im Norden, Scillé im Nordosten und Osten, La Chapelle-Thireuil im Osten und Südosten, Saint-Laurs im Süden, Faymoreau im Südwesten, Marillet und Saint-Hilaire-de-Voust im Westen sowie La Chapelle-aux-Lys im Nordwesten.
Durch die Gemeinde führt die frühere Route nationale 744 (heutige D744).

## Bevölkerungsentwicklung
| Jahr                       | 1962 | 1968 | 1975 | 1982 | 1990 | 1999 | 2006 | 2019 |
| Einwohner                  | 1119 | 1025 | 918  | 840  | 780  | 754  | 667  | 733  |
| Quellen: Cassini und INSEE |      |      |      |      |      |      |      |      |

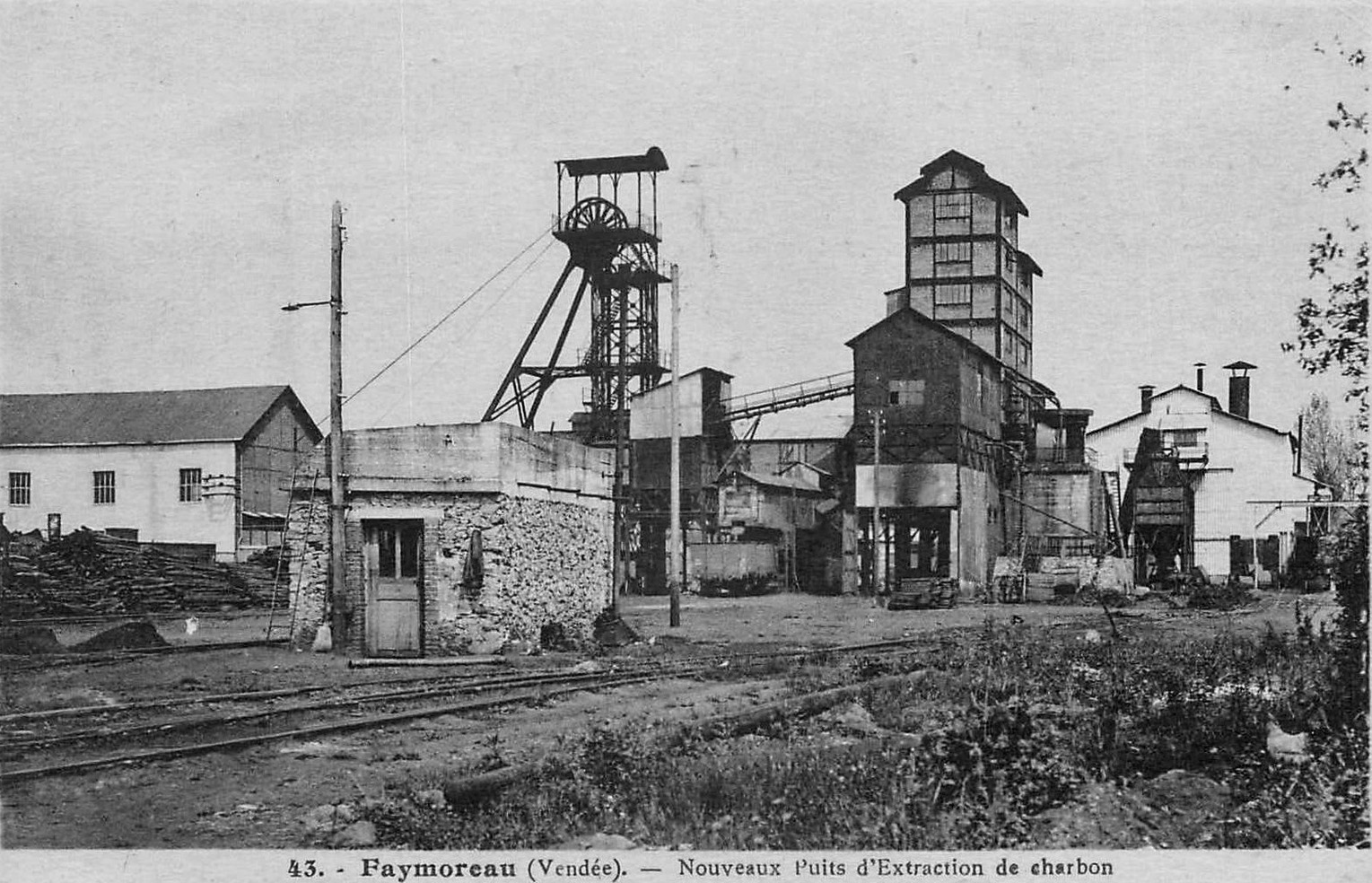
Ehemaliges Bergwerk in Le Busseau (Schacht Bernard)
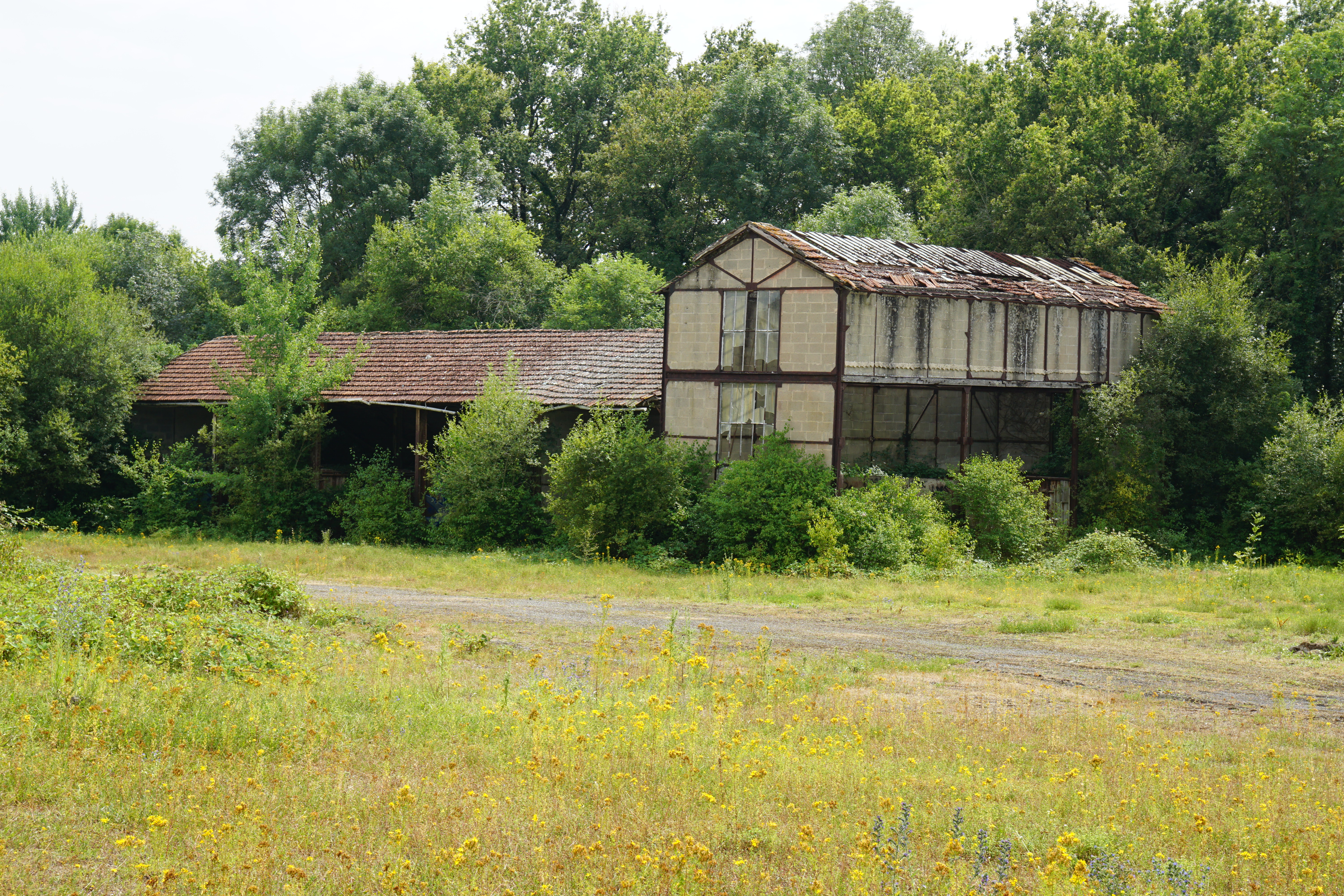
Heutige Industriebrache